# ایمره شلوسر
ایمره شلوسر (مجاری: Schlosser Imre، ۱۱ اکتبر ۱۸۸۹ – ۱۸ ژوئیهٔ ۱۹۵۹) بازیکن فوتبال، مربی و داور اهل مجارستان بود. او یکی از بزرگ‌ترین ستاره‌های فوتبال زمان خود و اولین فوتبالیست کلاسیک مجارستان و شناخته‌شده در سراسر اروپا است. او در باشگاه‌های ام‌تی‌کی بوداپست و فرنتس‌واروش و همچنین در تیم ملی فوتبال مجارستان بازی کرده‌است.
با ۱۳ بار قهرمانی مجارستان و ۷ بار بهترین گلزن لیگ، او هنوز در مجارستان بهترین به‌شمار می‌رود. مشخصه محبوبیت شلوسر با پاهای کج این بود که تبدیل به الگوی بسیاری از جوانان شد و آنها را به سمت فوتبال سوق داد. فریتس آلایوش، دروازه‌بان فرنتس‌واروش، برادرزن او و نوربرت شویموشی، دروازه‌بان فوتبال و بازیکن بسکتبال تیم ملی پسرش بودند. او در طول زندگی خود، در ۷۴۷ بازی به میدان رفت و ۱۰۱۷ گل (میانگین ۱٫۳۶ گل در هر مسابقه) به ثمر رساند.